# Bumerang

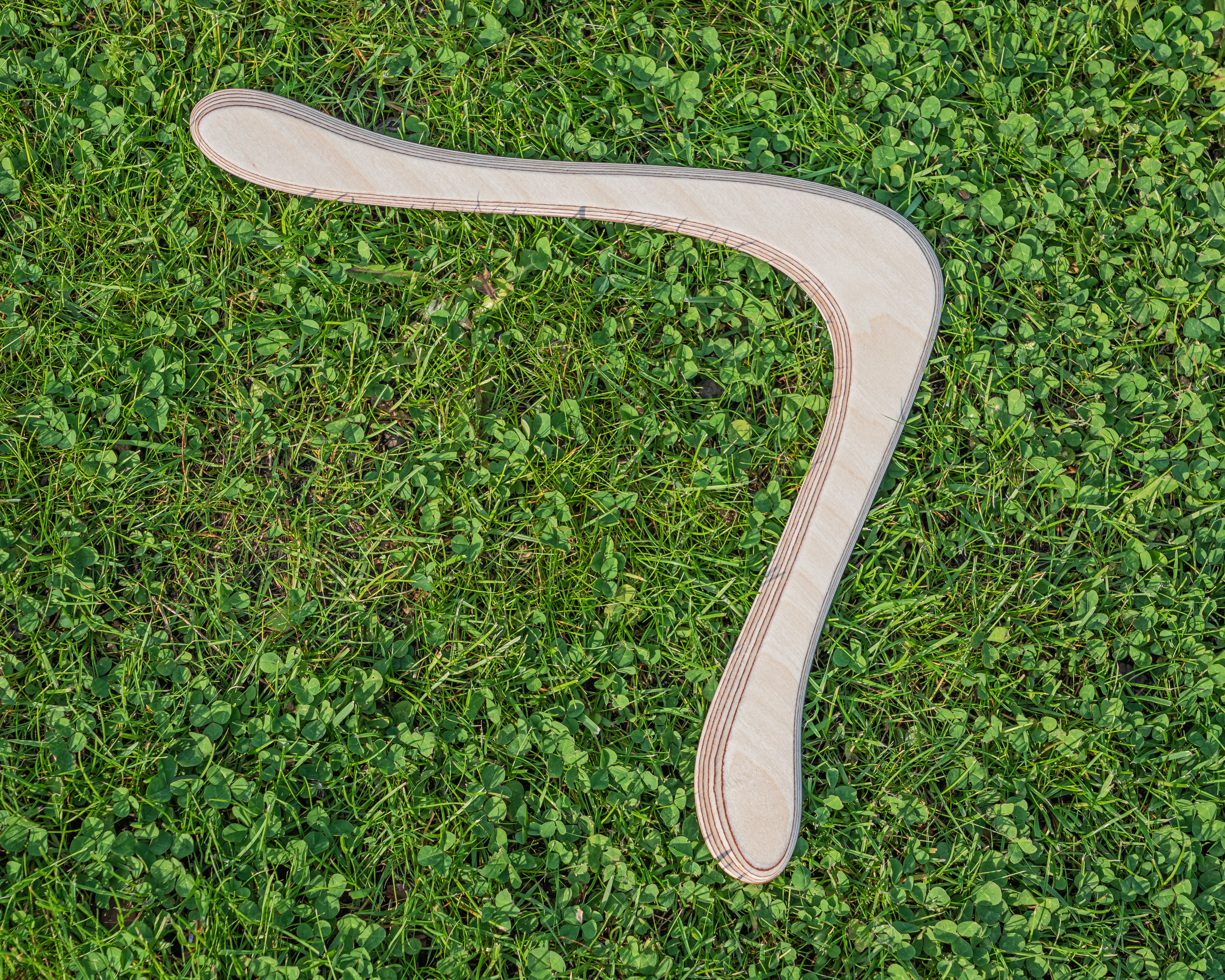
Typischer hölzerner Rückkehrbumerang

Der Bumerang (Plural -e oder -s) ist ein traditioneller Wurfstock der australischen Aborigines. Er wird in der Neuzeit vor allem als Sportgerät genutzt. Bumerangs können aus Holz, Knochen, Metall oder Kunststoffen gefertigt sein. Während Sportbumerangs bei korrektem Wurf zum Werfer zurückkehren, war dies beim traditionellen australischen Bumerang („Kylie“) nicht zwingend der Fall. Der Vorteil des Jagdbumerangs besteht darin, dass er weiter, geradliniger und damit auch zielsicherer fliegt als ein zurückkehrender Bumerang.

## Rückkehrmechanismus
Einige Bumerangs kehren zum Werfer zurück, andere nicht. Rückkehrende Bumerangs lassen sich in zwei Hauptflugkategorien einteilen.

### Kreisförmige Rückkehr
Ein Bumerang ändert während des Fluges seine Richtung. Die Rotation erzeugt über das Flügelprofil einen Auftrieb senkrecht zur Oberfläche. Die horizontale Komponente dieses Auftriebs wirkt als Zentripetalkraft und zwingt den Bumerang auf eine Kreisbahn, während die vertikale Komponente den Fall verhindert.

### Geradlinige Rückkehr („Out-and-Back“)
Bei dieser Variante ändert der Bumerang seine Flugrichtung nicht. Die Eigenrotation sorgt für eine stabile Lage im Raum; dadurch gleitet der Bumerang nach dem Abwurf auf annähernd geradem Weg wieder zum Werfer zurück.

## Beschreibung
Bumerange werden aus natürlich gewachsenem Hartholz, aus Sperrholz, Kunststoff oder anderen festen Materialien gefertigt. In der bekannten traditionellen Form sieht ein Bumerang wie ein „L“ mit zwei ungefähr gleich langen Armen aus. Wettkampfbumerangs haben jedoch oft drei oder mehr Arme, die nicht symmetrisch angeordnet sein müssen. In jedem Fall weisen die Arme ein Profil auf, das dynamischen Auftrieb erzeugt.

## Urgeschichtliche Bumerangfunde

### Felsritzungen
Bumerangritzungen sind aus Norwegen und Schweden, aber auch aus Afrika, Amerika, Asien und Australien bekannt.

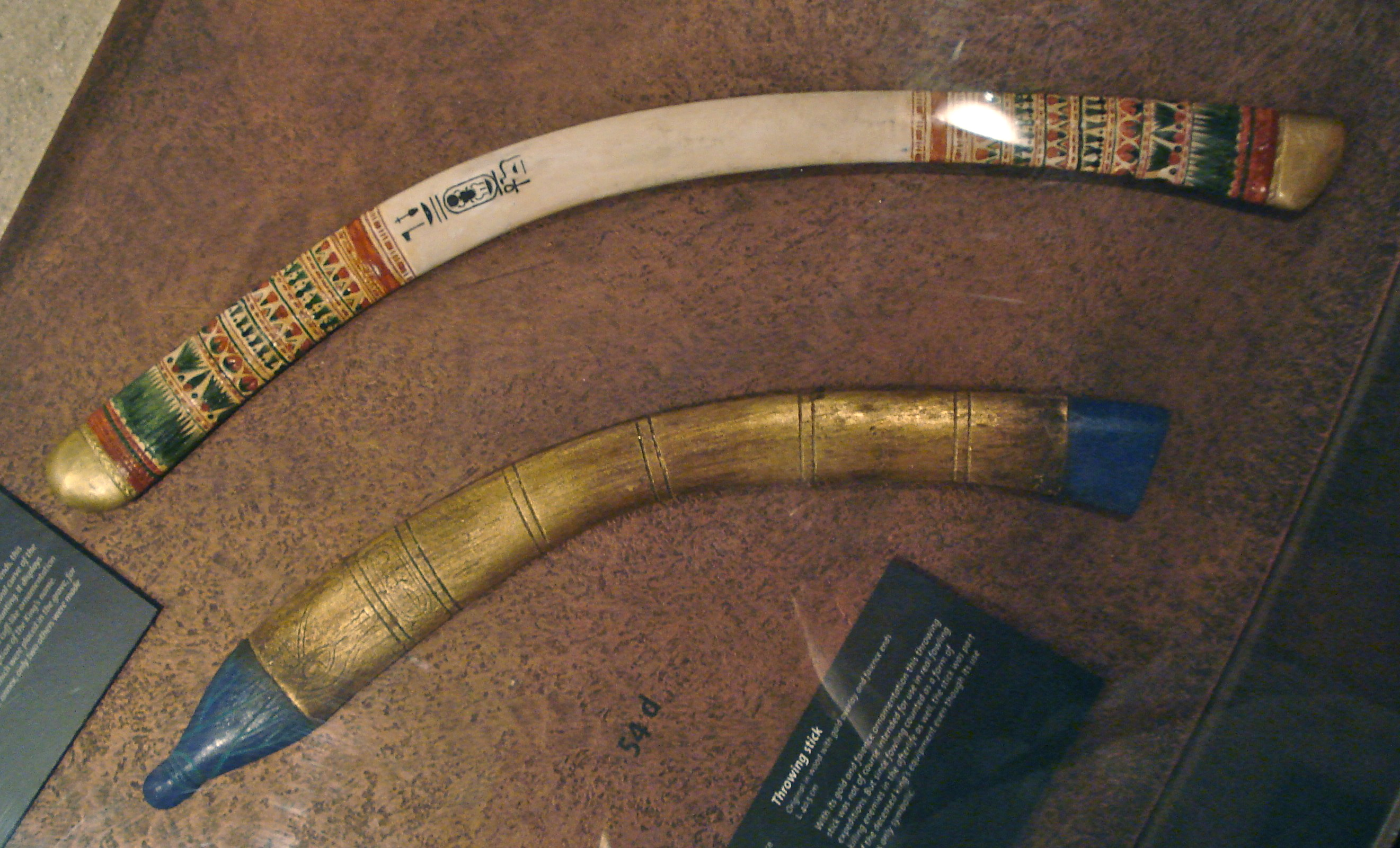
Nachbildungen von ägyptischen Wurfhölzern aus Tutanchamuns Grabschatz.

Der älteste bekannte Bumerang wurde 1985 in der Obłazowa-Höhle in den polnischen Karpaten entdeckt und wurden mit der Radiokohlenstoffdatierung ursprünglich auf ein Alter von etwa 23.000 Jahren BP geschätzt. Durch neuere Radiokarbondatierungen und Modellierungen konnte das Alter des Elfenbein-Bumerangs mittlerweile auf ca. 40.000 Jahre heraufgesetzt werden. Das Objekt ist aus dem Stoßzahn eines Wollhaarmammuts gefertigt und entstammt Siedlungsschichten des Gravettien. Die gebogene Form und die gewölbte Oberseite ergeben sich aus der natürlichen Krümmung des Stoßzahns; dagegen wurde die Unterseite absichtlich abgeflacht, um die Flugeigenschaften zu verbessern. Das Gewicht des Originals beträgt 800 Gramm, also wesentlich mehr als bei einem gleich großen Holzbumerang, wie er der Form nach bei Aborigines in Gebrauch war. Wurfversuche mit einer gleich schweren Replik aus Kunststoff erbrachten dennoch sehr gute Wurfeigenschaften. Möglicherweise wurde der Bumerang nicht zur Jagd eingesetzt, sondern diente zu Kultzwecken, worauf das wertvolle verwendete Material schließen lässt.
Die ältesten Bumerangs aus Holz wurden 1973 im Wyrie Swamp in Südaustralien ausgegraben. Sie sind ca. 10.000 Jahre alt.
In der Uferzone der Gelben Lake, eines Altarms der Elbe in Magdeburg-Neustadt, wurde 1990 bei der Auskiesung ein nur leicht beschädigter Bumerang geborgen. Es handelt sich um ein „wiederkehrendes Exemplar“ aus Eschenholz. Das Gerät ist 7–10 mm dick und weist einen Winkel von 110° auf. Der erhaltene Arm ist 22 cm lang. Eine Altersbestimmung mittels Radiokohlenstoffdatierung ergab, dass der Bumerang zwischen 800 und 400 v. Chr. (Ältere Eisenzeit) geschnitzt wurde. Neben dem deutschen Fund gibt es einen 1962 gefundenen Bumerang aus Velsen (Niederlande), der auf 300 v. Chr. (Jüngere Eisenzeit) datiert wurde und in Gyttjaschlamm eingelagert war. Dieser ist mit 60° aber wesentlich flacher gewinkelt als der Magdeburger Fund.
Ob nordische Felsbilder der Jungsteinzeit und Bronzezeit in einigen Fällen Schamanen mit Bumerangs zeigen (Insel Notön und Brådön in Schweden), ist angesichts der Abbildungsungenauigkeit nicht zu entscheiden. Auf einem Felsbild, das sich auf einer Klippe im Fluss Ångermanälven (Schweden) befindet, sind in typisch abstrahierter Form die Ruderer eines Ahnenschiffs dargestellt, über denen gebogene Striche (möglicherweise Bumerangs) schweben. Auf einem bronzezeitlichen Felsbild in Østfold (Norwegen) trägt ein Mann ein magisches Bumerang-Paar, das sich in seiner Ausführung deutlich von den Paddeln der anderen Bootsinsassen unterscheidet.
In einer ägyptischen Grabkammer entdeckte man Wurfhölzer, von denen man vermutet, dass es sich um rückkehrende Bumerangs handelt. Ägyptische Darstellungen aus der Zeit des Neuen Reichs zeigen vornehme Ägypter, die mit Wurfhölzern im Schilfdickicht Wasservögel jagen.

## Der Bumerang in der Ethnographie

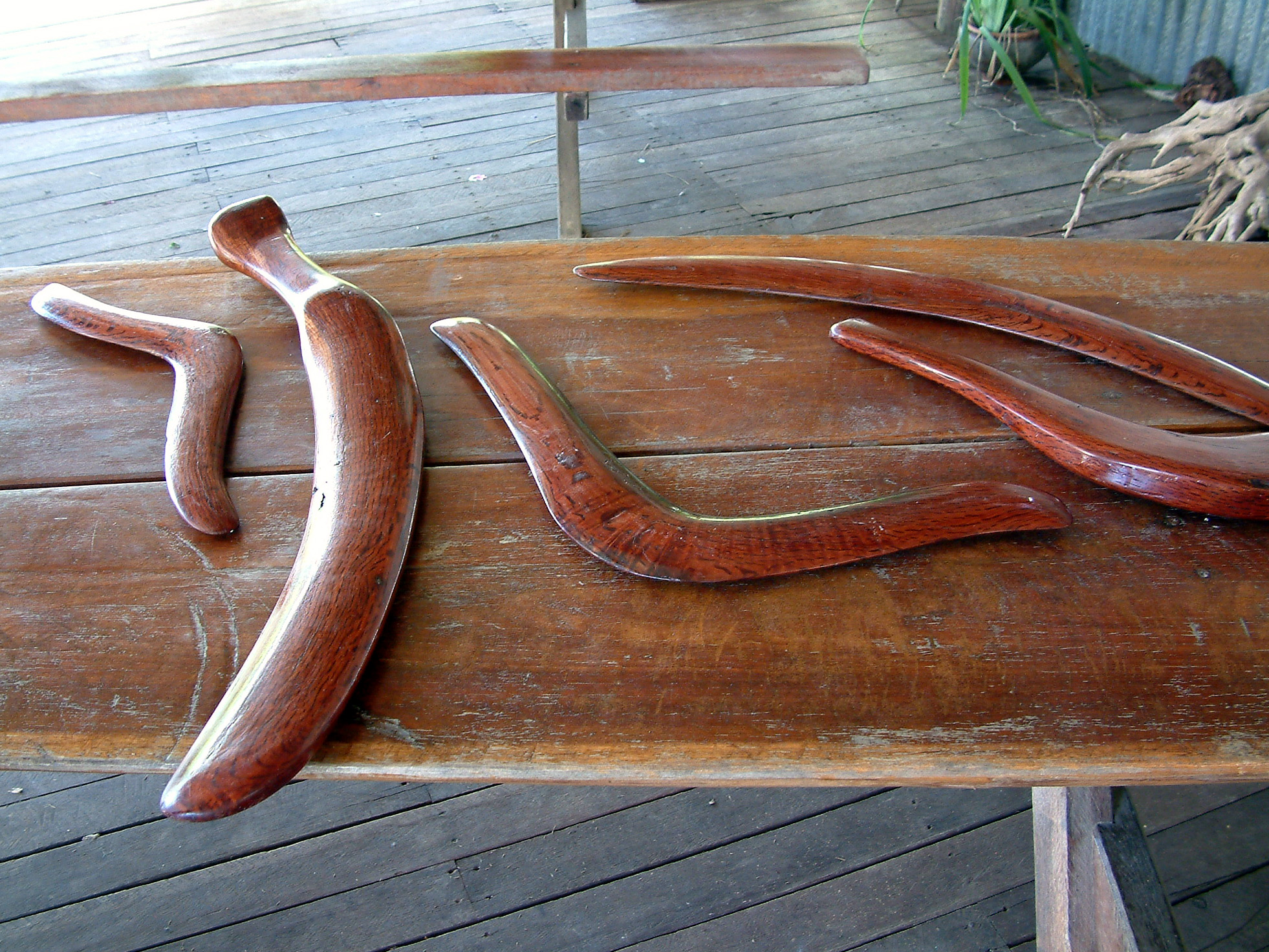
Bumerangs der Aborigines

Heute sind es in erster Linie die Aborigines, die Ureinwohner Australiens, die für die Verwendung von Bumerangs in ihrer jahrtausendealten Geschichte und bis in die Gegenwart bekannt sind.
Aber auch in Afrika, Amerika und Asien (Indien) wurden Jagd-Bumerangs gefunden.
Auch bei manchen Indianerstämmen Nordamerikas werden Bumerangs noch heute als Waffe für die Jagd eingesetzt, sodass man heute als gesichert annimmt, dass dieses Wurfgerät schon sehr lange weltweit verbreitet war.

## Entwicklung
Ursprünglich wurde der Bumerang als Jagdwaffe entwickelt und war meist schwerer und größer als heutige Spiel- oder Sportbumerangs. Nach den wissenschaftlichen Untersuchungen von Hanns Peter gab es elf Typen von australischen Bumerangs. Von diesen waren 95 % nicht für den Rückkehrflug geeignet, sondern Jagdgeräte, die in geradem Flug ihr Ziel erreichten. Bumerangs wurden von den australischen Ureinwohnern auch als Grabstock, Musikinstrument oder Schlagwaffe verwendet. Einzelne Typen von Bumerangs konnten bis 2 kg schwer und 1,30 m lang sein.
James Cook brachte 1770 erstmalig einen australischen Bumerang von seiner Reise nach Europa mit.
In den 1930er Jahren wurde der Bumerang als Sportgerät entdeckt. Inzwischen gibt es auf der ganzen Welt Bumerang-Clubs. In den geraden Jahren finden Weltmeisterschaften und in den ungeraden Jahren Europameisterschaften statt. Geübte Werfer können Nachbauten von Jagd-Bumerangs bis zu 100 m weit werfen.

## Sport

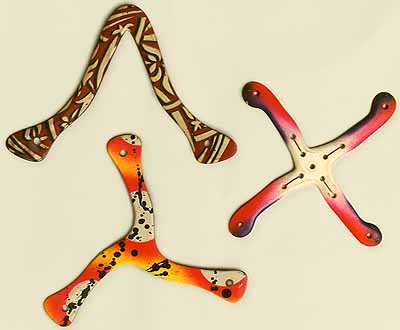
Moderne Sportbumerangs

Rückkehrende Bumerangs wurden in Australien zur Jagd auf Vögel eingesetzt, die in Schwärmen fliegen. Als Sport- und Spielgerät wurden sie von den jungen Aborigines schon immer verwendet, um die Handhabung dieses Geräts zu üben.
Heutige Sportbumerangs haben je nach Form und Profil stark unterschiedliche Flugeigenschaften und werden bei Wettkämpfen in entsprechenden Disziplinen eingesetzt.
Manche fliegen sehr lange, bevor sie zum Werfer zurückkehren. Andere kommen sehr genau zurück und werden zum Trick Catch (Trickfangen) oder zum Juggling (Jonglieren) eingesetzt. Wieder andere kommen schon nach ca. drei Sekunden zurück, wodurch sie sich zum „Fast Catch“ eignen. Eine weitere Disziplin ist die „Australische Runde“, bei der Wurfweite und Rückkehrgenauigkeit zugleich bewertet werden.

### Disziplinen
Heute werden an Turnieren meist folgende Disziplinen durchgeführt:
Für alle Disziplinen außer Weitwurf gilt: Der Bumerang muss mindestens den 20-m-Kreis überqueren. Geworfen wird in einem Feld, das aus mehreren konzentrischen Kreisen besteht.
- Aussie Round (Australische Runde): Die sogenannte Königsdisziplin. Der Bumerang soll möglichst über den 50-m-Kreis fliegen und im Optimalfall im Zentrumskreis wieder gefangen werden. Jeder Werfer wirft fünfmal, wofür je nach Weite, Rückkehrgenauigkeit und Fang Punkte verteilt werden.
- Accuracy: Der Werfer darf den Bumerang nach dem Abwurf nicht mehr berühren. Es werden Punkte vergeben, je nachdem, wie nah am Zentrum der Bumerang landet. Jeder Werfer wirft fünfmal.
- Endurance: Es werden die Fänge während fünf Minuten gezählt.
- Fast Catch: Es wird die Zeit für fünf Fänge gestoppt.
- Trick Catch/Doubling: Es werden Kunstfänge wie Fänge hinter dem Rücken oder mit den Füßen verlangt. Beim Doubling-Teil werden zwei Bumerangs gleichzeitig geworfen und beide nacheinander mit einem besonderen Griff gefangen.
- MTA 100 (Maximal Time Aloft, 100-m-Feld): Es wird die Zeit gemessen, die ein Bumerang vom Abwurf bis zum Fang in der Luft verbringt. Das Feld besteht meistens aus einem Kreis mit einem Durchmesser von 100 m; es gibt auch eine Version ohne Feldbeschränkung (MTA unlimited).
- Long Distance (Weitwurf): Der Bumerang wird von der Mitte einer 40 m breiten Grundlinie geworfen. Es wird die weiteste Entfernung gemessen, welche der Bumerang von dieser Grundlinie im Verlauf seiner Flugbahn hatte. Beim Rückflug muss die Grundlinie wieder überquert, der Bumerang aber nicht gefangen werden.
- Consecutive Catch: Es werden die Fänge gezählt, bis ein Bumerang das erste Mal fallengelassen wird. Die Zeit spielt keine Rolle.
- Juggling: Wie Consecutive Catch, aber es sind zwei Bumerangs im Spiel, wobei immer mindestens einer in der Luft sein muss.
- Targeting: Beim Zielwerfen mit Jagdbumerangs zählen die Treffer und die Nähe der Landung zu einem Zielobjekt, z. B. Verkehrskegel.

Es gibt jedoch noch viele weitere, weniger übliche Disziplinen, von denen manche nur zum Spaß ausgeübt werden und keinen Wettkampfcharakter haben.

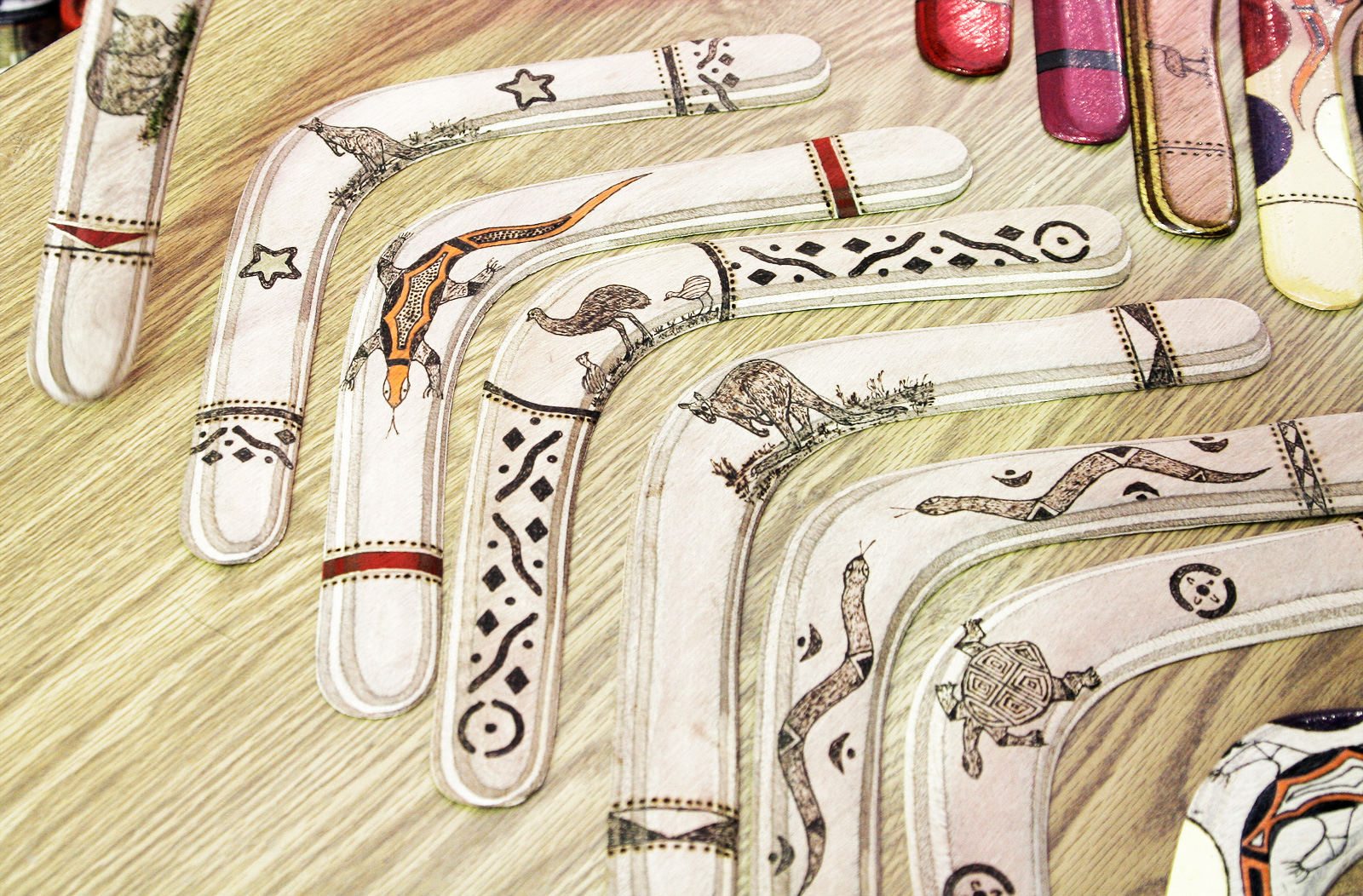
Bumerangs auf einer Ausstellung in Melbourne

### Verbreitung
Der Bumerang-Sport wird vor allem in Europa, Nordamerika, Japan, Australien und Südamerika betrieben. Die führenden Nationen sind Brasilien (Weltmeister 2016), Deutschland, Frankreich, die Schweiz, die Vereinigten Staaten, Japan und Australien. Je nach Land existieren außer den nationalen Organisationen auch regionale Bumerang-Clubs. Die regionalen und nationalen Clubs führen Demonstrationen und Workshops durch, um den Bumerang-Sport bekannter zu machen.

### Weltrekorde
(Stand Juni 2010)
| Disziplin            | Resultat   | Name                                  | Jahr | Turnier                |
| -------------------- | ---------- | ------------------------------------- | ---- | ---------------------- |
| Accuracy 50          | 68 Punkte  | Thomas Stehrenberger ( Schweiz)       | 2001 | Lausanne ( Schweiz)    |
| Accuracy 100         | 99 Punkte  | Eduard Schäfer ( Deutschland)         | 2007 | Viareggio ( Italien)   |
| Aussie Round         | 99 Punkte  | Fridolin Frost ( Deutschland)         | 2007 | Viareggio ( Italien)   |
| Endurance            | 81 Fänge   | Manuel Schütz ( Schweiz)              | 2005 | Mailand ( Italien)     |
| Fast Catch           | 14,07 s    | Manuel Schütz ( Schweiz)              | 2017 | Besançon ( Frankreich) |
| Trick Catch/Doubling | 533 Punkte | Manuel Schütz ( Schweiz)              | 2009 | Bordeaux ( Frankreich) |
| Consecutive Catch    | 2251 Fänge | Haruki Taketomi ( Japan)              | 2009 | n. k. ( Japan)         |
| MTA 100              | 139,1 s    | Nick Citoli ( Vereinigte Staaten)     | 2010 | Rom ( Italien)         |
| MTA unlimited        | 380,59 s   | Billy Brazelton ( Vereinigte Staaten) | 2010 | Rom ( Italien)         |
| Long Distance        | 238 m      | Manuel Schütz ( Schweiz)              | 1999 | Kloten ( Schweiz)      |

## Guinness-Buch Weltrekord
Ein Bumerang wurde benutzt, um den derzeit gültigen Guinness-Weltrekord für das weiteste mit Muskelkraft geworfene Objekt aufzustellen. David Schummy warf am 15. März 2005 eine Weite von 427,2 Metern auf dem Murrarie Recreation Ground in Australien.

## Aerodynamik
Die Rotation des Bumerangs wirkt wie die Drehung eines Kreisels. Sie hält die Ausrichtung der Rotationsachse auch bei kleinen Störungen stabil. Außerdem bewirkt die Rotation eine Auftriebskraft an den Flügeln des Bumerangs. Die Stärke des Auftriebs hängt von der Geschwindigkeit der umströmenden Luft ab.
Durch die Rotation bekommt immer der sich in Flugrichtung bewegende Flügel mehr Auftrieb, da sich dort die Strömungsgeschwindigkeit der Luft aus Rotationsgeschwindigkeit plus Fluggeschwindigkeit ergibt, während sich beim entgegengesetzt bewegenden Flügel die Rotationsgeschwindigkeit von der Fluggeschwindigkeit subtrahiert. Diesen Effekt findet man auch beim Hauptrotor eines Hubschraubers. Dort wird dieser unerwünschte Effekt durch die zyklische Blattverstellung korrigiert, bei der die sich in Flugrichtung bewegenden Rotorblätter einen geringeren Anstellwinkel erhalten als die rückläufigen.
Die Summe aller auf den fliegenden Bumerang wirkenden Auftriebskräfte ergibt eine Kraft, die die (virtuelle) Achse des rotierenden Bumerangs in einer Weise kippen möchte, dass der Bumerang geradeaus fliegen und sich dabei um eine virtuelle Achse in Flugrichtung drehen würde. Also würde bei einem rechtshändig geworfenen Bumerang der voreilende Flügel an der höchsten Stelle nach links kippen.
Dass dies nicht der Fall ist, begründet sich in einem weiteren Kreiselgesetz, welches besagt, dass eine Kraft, die auf die Achse eines Kreisels wirkt, erst 90° in Drehrichtung versetzt zu einer Abweichung der Achse führt. Also kippt der voreilende Flügel nicht an der höchsten Stelle, sondern 90° später an der vordersten Stelle nach links, was den Bumerang zum Kurvenflug zwingt.
Ein Bumerang wird mit etwas Schräglage geworfen, um durch effektiven Auftrieb die Gravitation auszugleichen.
Die Orientierung des Flügelprofils und der Anstellwinkel bestimmen die Drehrichtung, die dem Bumerang beim Abwurf gegeben werden muss. Daher gibt es spiegelbildlich gefertigte Bumerangs für Rechts- und Linkshänder.

## Umgangssprache

### Bumerangeffekt
Von einem „Bumerangeffekt“ wird gesprochen, wenn eine Maßnahme zunächst Erfolg zu haben scheint, dieser Erfolg aber nach einiger Zeit wieder zunichtegemacht wird oder sich sogar ins Gegenteil verkehrt. In Ökonomie und Medizin wird dieser Vorgang als Rebound-Effekt bezeichnet, in der Psychologie spricht man von Reaktanz.

### Politischer Bumerang
Als „politischer Bumerang“ wird eine Strategie bezeichnet, die, anstatt den beabsichtigten Effekt auszulösen, aus verschiedenen Gründen genau das Gegenteil bewirkt und sich gegen den Urheber der Strategie wendet: Sie fällt auf ihn zurück (Backfire-Effekt).